# شاون مک کولسکی
شاون مک کولسکی (انگلیسی: Shawn McCoulsky؛ زادهٔ ۶ ژانویهٔ ۱۹۹۷) بازیکن فوتبال اهل بریتانیا است.
از باشگاه‌هایی که در آن بازی کرده‌است می‌توان به باشگاه فوتبال فارست گرین راورز و باشگاه فوتبال نیوپورت کانتی اشاره کرد.